# South of the Chisholm Trail
South of the Chisholm Trail è un film del 1947 diretto da Derwin Abrahams.
È un western statunitense con Charles Starrett, Nancy Saunders, Hank Newman e Smiley Burnette. Fa parte della serie di film western della Columbia incentrati sul personaggio di Durango Kid.

## Produzione
Il film, diretto da Derwin Abrahams su una sceneggiatura e un soggetto di Michael Simmons, fu prodotto da Colbert Clark per la Columbia Pictures e girato dal 24 giugno al 2 luglio 1946. Il titolo di lavorazione fu The Outlaw Tamer.

## Distribuzione
Il film fu distribuito negli Stati Uniti dal 30 gennaio 1947 al cinema dalla Columbia Pictures.
Altre distribuzioni:
- in Danimarca il 19 gennaio 1951
- in Brasile (A Via dos Celerados)

## Promozione
Le tagline sono:
- OUTLAW RUSTLERS MEET THE SMOKING 45s OF "THE DURANGO KID" !
- "THE DURANGO KID" Gunning For Rustlers!
- The blazin'est two-gun team in the west!
- A Two-Man Tornado Out Of The West!
- THE BLAZIN'EST TWO-GUN TEAM IN THE WEST!
- DURANGO'S guns are deadly! SMILEY'S antics slay 'em!
- The blazin'est two-gun team in the west! There's Hot Lead Flyin' and Music in the Air!